# Manota flavipes
Manota flavipes är en tvåvingeart som först beskrevs av Günther Enderlein 1910.  Manota flavipes ingår i släktet Manota och familjen svampmyggor.
Artens utbredningsområde är Seychellerna. Inga underarter finns listade i Catalogue of Life.